# Februar 2005
Portal Geschichte | Portal Biografien | Aktuelle Ereignisse | Jahreskalender | Tagesartikel

◄ |
20. Jahrhundert |
21. Jahrhundert

◄ |
1970er |
1980er |
1990er |
2000er
| 2010er | 2020er | 2030er | ►

◄ |
2001 |
2002 |
2003 |
2004 |
2005
| 2006 | 2007 | 2008 | 2009 | ►

◄ |
November 2004 |
Dezember 2004 |
Januar 2005 |
Februar 2005 |
März 2005 |
April 2005 |
Mai 2005 |
►
Dieser Artikel behandelt tagesbezogene Nachrichten und Ereignisse im Februar 2005.

## Tagesgeschehen

### Dienstag, 1. Februar 2005

Logo von Walter Bau

- Augsburg/Deutschland: Das Amtsgericht eröffnet gegen die Walter Bau AG ein Insolvenzverfahren. Walter Bau ist mit rund 9.400 Mitarbeitern der viertgrößte Baukonzern in der Bundesrepublik.[1]
- Frankfurt am Main/Deutschland: Ab 0.00 Uhr können Eintrittskarten für die Fußball-Weltmeisterschaft der Männer 2006 in Deutschland online bestellt werden. Gegen 16.00 Uhr sind bereits 500.000 Tickets verkauft.[2]
- Kathmandu/Nepal: Der nepalesische König Gyanendra setzt die Regierung des Landes ab, weil diese es nicht schaffte, die maoistischen Aufstände einzudämmen, und widmet sich sämtlichen Regierungsaufgaben allein.[3]

### Mittwoch, 2. Februar 2005
- Jerusalem/Israel: Bundespräsident Horst Köhler bezeichnet im israelischen Parlament die „Verantwortung für den Holocaust“ als Teil der deutschen Identität. Der Auftrag der Opfer der Shoah an Deutschland laute, „nie wieder Völkermord zuzulassen“.
- Mainz, Nürnberg/Deutschland: Die Bundesagentur für Arbeit beziffert die Zahl der Arbeitslosen für den Monat Januar auf 5,037 Millionen. Der Volkswirt Wolfgang Franz schätzt die tatsächliche Zahl der Arbeitslosen in Deutschland auf rund 6 Millionen für das Jahr 2004. „Viele Arbeitssuchende werden von den Statistiken nach wie vor nicht erfasst“, so Franz in einem Interview mit dem TV-Sender ZDF.[4][5]

### Donnerstag, 3. Februar 2005
- Afghanistan: Ein Passagierjet vom Typ Boeing 737 der Gesellschaft Kam Air verschwindet auf dem Flug von Herat nach Kabul vom Radar der Fluglotsen. An Bord der Maschine sind 105 Menschen, darunter drei US-Amerikaner. Das Flugzeug zerschellt an einem Berg, es gibt keine Überlebenden.[6]
- Berlin/Deutschland: Nach dem Drängen Israels wollen sich deutsche Außenpolitiker verstärkt für ein neues Verbotsverfahren gegen die NPD einsetzen.
- Washington, D.C./Vereinigte Staaten: US-Präsident George W. Bush beschuldigt den Iran des Terrorismus: „Der Iran bleibt der weltweit wichtigste staatliche Unterstützer von Terror. Er strebt nach Atomwaffen, während er seinem Volk die Freiheit verwehrt, die es begehrt und verdient.“ Der Iran weist den Vorwurf, unrechtmäßig Atomwaffen zu entwickeln, zurück. Das staatliche iranische Fernsehen nennt die Anschuldigungen eine Beleidigung von Staat und Volk.

### Freitag, 4. Februar 2005
- Bell County/Vereinigte Staaten: Ein US-Militärgericht auf der Basis Fort Hood verurteilt den Soldaten Javal Davis wegen der Beteiligung an Folterungen im Abu-Ghuraib-Gefängnis im Irak zu sechs Monaten Haft.
- Bormio/Italien: Die kroatische Ski-Rennläuferin Janica Kostelić wird Weltmeisterin in der alpinen Kombination.
- Kiew/Ukraine: Julija Tymoschenko wird vom ukrainischen Parlament als Premierministerin bestätigt.
- London/Vereinigtes Königreich: US-Außenministerin Condoleezza Rice beginnt in London ihre Antrittsreise in Europa, die sie anschließend nach Berlin und Paris führt. Thematisch steht das Engagement europäischer Streitkräfte im Rahmen der Internationalen Sicherheitsunterstützungstruppe in Afghanistan im Mittelpunkt. Danach wird Rice Israel und die Palästinensischen Autonomiegebiete besuchen. Rice betont aus aktuellem Anlass, die Haltung des Iran im Atomstreit sei „eine Beunruhigung“ für die Welt. Die Möglichkeit zur friedlichen Nutzung der Atomenergie dürfe vom Iran nicht dazu genutzt werden, Zugang zu Atomwaffen zu erhalten.[7]

### Samstag, 5. Februar 2005
- Berlin/Deutschland: Nach dem Berlin-Besuch von US-Außenministerin Condoleezza Rice verteidigt der CDU-Politiker Wolfgang Schäuble die harte Haltung der USA im Atomstreit mit dem Iran. Es müsse „alles getan werden“, damit der Iran auf Nuklearwaffen verzichte, sagt Schäuble, dafür sei das Angebot zur Zusammenarbeit nötig, aber auch „militärischer Druck“.
- Kabul/Afghanistan: Das Wrack des seit zwei Tagen vermissten Passagierflugzeuges der Kam Air mit 104 Menschen an Bord wird 30 Kilometer südöstlich von Kabul entdeckt. Nach Regierungsangaben gibt es keine Überlebenden des Absturzes.
- Mumbai/Indien: Die Zeitung The Times of India berichtet, dass Polizisten in Izzatnagar im Nordwesten des Landes bei zwei mutmaßlichen Drogenhändlern knapp 254 g waffenfähiges Uran fanden, das inzwischen vom Bhabha Atomic Research Centre als „99-prozentiges Uran“ identifiziert wurde. Nach Angaben der Ermittler stammt es aus dem Kernkraftwerk Narora.[8]
- Tiflis/Georgien: Der 35-jährige Giorgi Chewiaschwili, Mitarbeiter von Präsident Micheil Saakaschwili, hat sich – nur zwei Tage nach dem Tod des Regierungschefs Surab Schwania durch einen Gasunfall – in seiner Wohnung erschossen.[9]
- Warschau/Polen: Eine Liste mit 240.000 Namen ehemaliger Geheimdienst-Agenten, Informanten, aber auch Opfern aus der Zeit des Bestehens der Volksrepublik Polen wird im Internet publik. Dem ehemaligen Regimekritiker und Herausgeber der rechtskonservativen Tageszeitung Rzeczpospolita, Bronislaw Wildstein, gelang es, die unter Verschluss gehaltene Liste zu kopieren, weshalb sie auch „Lista Wildsteina“ (deutsch Wildstein-Liste) genannt wird. Die Verantwortung für die Verbreitung der Liste im Internet weist er jedoch von sich.[10]

### Sonntag, 6. Februar 2005
- Bangkok/Thailand: Bei den thailändischen Parlamentswahlen erringt die Partei des amtierenden Ministerpräsidenten Thaksin Shinawatra einen unerwartet hohen Sieg und erhält 374 der 500 Parlamentssitze.
- Jacksonville/Florida: Die New England Patriots gewinnen den Super Bowl XXXIX mit 24:21 gegen die Philadelphia Eagles. In der Halbzeit singt Paul McCartney.[11]
- Lomé/Togo: Nach dem Tod von Staatspräsident Gnassingbé Eyadéma bestimmt das togolesische Militär dessen Sohn Faure Gnassingbé zum Nachfolger. Die Aktion, die einem Militärputsch gleichkommt, stößt auf Widerstand in der Bevölkerung und im Ausland.
- London/Vereinigtes Königreich: Martin Mubanga, einer der vier aus dem US-Gefangenenlager Guantánamo entlassenen britischen Staatsbürger, wurde in Camp X-Ray nach eigenen Angaben misshandelt. Einmal sei er bei einer Befragung gezwungen worden, sich in einer Ecke des Raumes zu erleichtern, sagt der in Sambia geborene und später in Großbritannien aufgewachsene Mann. Sein Befrager habe den Urin mit einem Lappen aufgewischt und ihn damit beschmiert. Rassistische und alle anderen Arten von Beleidigungen seien Alltag.

### Montag, 7. Februar 2005
- Berlin/Deutschland: Die türkische Gemeinde in Deutschland wirbt um Nachsicht für ihre Landsleute, die unerlaubterweise sowohl die türkische wie auch die deutsche Staatsbürgerschaft haben. Nach dem seit 2000 geltenden Recht verliert derjenige seine deutsche Staatsangehörigkeit, der sich um eine weitere bemüht. Der Sprecher des Bundesinnenministeriums, Rainer Lingenthal, eine von den Behörden genehmigte doppelte Staatsbürgerschaft sei die „absolute Ausnahme“.
- Berlin/Deutschland: Cornelie Sonntag-Wolgast, die Vorsitzende des Innenausschusses des Deutschen Bundestages, sprach sich gegen ein neues NPD-Verbotsverfahren aus. Sie bezweifelte, dass es dafür ohne Hilfe des Verfassungsschutzes ausreichend Material gebe. Die SPD-Politikerin plädierte für ein Verbot von Demonstrationen, bei denen Anhaltspunkte vorlägen, dass dort die NS-Diktatur verherrlicht werden solle. Auch die Unions-Innenexperten Hartmut Koschyk (CSU) und Thomas Strobl (CDU) sprachen sich für ein schärferes Versammlungsrecht aus.
- Washington, D.C./Vereinigte Staaten: Das defekte Weltraumteleskop Hubble wird nicht mehr repariert. Im Haushalt der NASA, der am 7. Februar in Washington vorgelegt wurde, sind die geschätzten Ausgaben von 750 Millionen US-Dollar für eine Rettungsmission für das defekte Teleskop nicht enthalten.
- Washington, D.C./Vereinigte Staaten: CIA gibt einige Geheimakten über Zusammenarbeit mit Nazis frei. Auf Druck von Historikern und Kongress-Abgeordneten hat sich der US-Geheimdienst zur Veröffentlichung geheimer Akten bereit erklärt, die Spionage-Einsätze früherer deutscher Nazis für die USA im Kalten Krieg gegen Moskau belegen. Die Erklärung der CIA am Montag erfolgte auf einen Offenen Brief hin, in dem 150 prominente US-Bürger die Freigabe der Akten forderten.

### Dienstag, 8. Februar 2005
- Atlantik: 60 Seemeilen nordöstlich der Färöer-Inseln sinkt kurz nach Mitternacht der isländische Frachter MS Jøkufelli. Von den elf Besatzungsmitgliedern aus Estland werden später fünf lebend aus dem Wasser geborgen.
- Bagdad/Irak: Bei einem Anschlag auf ein Rekrutierungsbüro der irakischen Armee in Bagdad sind min. 21 Menschen getötet und min. 27 weitere Personen verletzt worden.
- Basel/Schweiz: Die Schweizer Grossbank UBS hat einen Rekordgewinn von 8 Milliarden Schweizer Franken präsentiert. Im letzten Quartal des Jahres 2004 konnte sie den Umsatz um rund 12 % erhöhen. Finanzanalysten hatten schon einen hohen Gewinn erwartet, der präsentierte Ertrag liegt jedoch über den Erwartungen. Die Dividende wird um rund 15 % erhöht.
- Kopenhagen/Dänemark: In Dänemark finden Parlamentswahlen statt, dabei wird die amtierende Regierung von Anders Fogh Rasmussen bestätigt.
- Scharm asch-Schaich/Ägypten: Erstmals seit 2000 – in dem Jahr begann die Zweiten Intifada – findet ein Treffen zwischen einem israelischen Ministerpräsidenten und einem Präsidenten der Autonomiebehörde der Palästinensergebiete statt. Mahmud Abbas für die Autonomiebehörde und Ariel Scharon für Israel erklären nach dem Treffen einen Waffenstillstand.[12]

### Mittwoch, 9. Februar 2005
- Berlin/Deutschland: Michael Herbig wird für seine Comdeysendungen mit der Goldenen Kamera ausgezeichnet.[13]
- Madrid/Spanien: Bei einem Bombenanschlag in Madrid werden auf dem Platz der Nationen 42 Menschen verletzt. Die Tat wird der baskischen ETA zugeschrieben.
- Pjöngjang/Nordkorea: Nordkorea hat erstmals offiziell den Besitz von Atomwaffen eingeräumt. Das Außenministerium in Pjöngjang erklärte am Mittwoch in einem Bericht der staatlichen Nachrichtenagentur KCNA, die Volksrepublik Nordkorea habe bereits „Atomwaffen zur Selbstverteidigung hergestellt“. Damit wolle sich der kommunistische Staat vor den USA schützen, denen Pjöngjang „eine unverhohlene Politik zur Isolierung und Erstickung“ Nordkoreas vorwirft. Es war die bislang klarste Äußerung Nordkoreas, dass das Land über Atomwaffen verfügt.

### Donnerstag, 10. Februar 2005
- Belutschistan/Pakistan: Nach schweren Unwettern und einem Bruch des Shakidor-Damms in Belutschistan sind mindestens 350 Menschen getötet worden.
- Berlin/Deutschland: Die rechtsextreme NPD kann nach Informationen der „Financial Times Deutschland“ mit rund 700.000 Euro an Staatszuschüssen rechnen. Wolfgang Thierse will die Zuschüsse an alle in deutschen Parlamenten vertretenen Parteien Mitte Februar verkünden.
- Berlin/Deutschland: Die 55. Internationalen Filmfestspiele Berlin werden mit dem Film Man to Man des Regisseurs Régis Wargnier eröffnet.[14]
- Pjöngjang/Nordkorea: Die nordkoreanische Regierung hat den Ausstieg aus den Sechser-Gesprächen über ihr Atomprogramm erklärt und einen Ausbau ihres Kernwaffenarsenals angekündigt. Die Teilnahme an der internationalen Verhandlungsrunde werde für eine „unbefristete Periode“ ausgesetzt, weil die USA auf den Sturz der Regierung in Pjöngjang hinwirkten, hieß es in einer Erklärung des Außenministeriums, die am Donnerstagvormittag über die staatliche Nachrichtenagentur KCNA und im nordkoreanischen TV verbreitet wurde. Zugleich werde Nordkorea „Maßnahmen zur Stärkung seines Atomwaffenarsenals“ ergreifen, um „seine Ideologie und sein Staatssystem zu schützen“.
- Windsor/Vereinigtes Königreich: Der britische Thronfolger Prinz Charles gibt seine Verlobung mit seiner langjährigen Freundin Camilla Parker Bowles bekannt.

### Freitag, 11. Februar 2005
- Berlin, Frankfurt am Main/Deutschland: Im Fußball-Wettskandal 2005, der v. a. die Erstrundenpartie im DFB-Pokal zwischen dem SC Paderborn 07 und dem Hamburger SV betrifft, spricht der DFB dem unterlegenen Hamburger SV eine Entschädigung in Höhe von 2 Millionen Euro zu. Gestern belegte der Verband den der Spielmanipulation verdächtigen Schiedsrichter Robert Hoyzer mit einer Sperre. Am selben Tag ordnete das Amtsgericht Tiergarten in Berlin die Inhaftierung Hoyzers an, welche noch nicht vollzogen ist.[15]

### Samstag, 12. Februar 2005
- Madrid/Spanien: In dem 110 Meter hohen Torre Windsor ist in der Nacht zum Sonntag ein Feuer ausgebrochen. Das Feuer brach in der 21. Etage aus. Drei Feuerwehrmänner erlitten Rauchvergiftungen, weitere Menschen kamen nicht zu Schaden, da das Gebäude wegen Umbauarbeiten geräumt war.

### Sonntag, 13. Februar 2005
- Bormio/Italien: Die Ski-WM ist zu Ende, den abschließenden Teamwettbewerb gewann überraschend Deutschland vor Österreich und Frankreich. Österreich war die erfolgreichste Nation mit insgesamt 11 Medaillen.
- Dresden/Deutschland: Der 60. Jahrestag der Bombenangriffe auf Dresden ging relativ friedlich zu Ende. Zwar protestierten rund 5.000 mutmaßlich Rechtsextreme und versuchten, den Jahrestag für ihre Interessen zu nutzen, es kam jedoch zu keinen nennenswerten Ausschreitungen. Über zehntausend Menschen protestierten friedlich gegen den Missbrauch des Gedenktags, entzündeten Kerzen und sprachen sich für Versöhnung aus.
- Teheran/Iran: Das iranische Parlament bereitet laut offiziellen Verlautbarungen aus Teheran ein Gesetz vor, das die Herstellung atomarer Brennelemente zwingend vorschreibt. Mit dem Gesetz solle die iranische Atomenergiebehörde verpflichtet werden, „einen Teil der von den Kraftwerken im Land benötigten Brennstäbe zu produzieren“, sagte der Vizedirektor der Behörde, Mohammed Saidi, am Sonntag der Nachrichtenagentur Irna. Die iranische Regierung werde auf die Uran-Anreicherung nicht verzichten, bekräftigte er.
- Washington, D.C./Vereinigte Staaten: Die USA haben einem Zeitungsbericht zufolge im Iran im vergangenen Jahr mehrfach unbemannte Flugzeuge zum Auskundschaften der iranischen Atomanlagen und Flugabwehr eingesetzt. Seit April 2004 holten so genannte Drohnen über Radar-, Video- und Fotoapparate sowie Luftfilter Spionagematerial ein, berichtete die US-Zeitung „Washington Post“ am Sonntag unter Berufung auf US-Behördenmitarbeiter. Die iranische Regierung habe offiziell Protest eingelegt.

### Montag, 14. Februar 2005

Erdbeben im Dezember 2004 vor Indonesien

- Beirut/Libanon: Ministerpräsident Rafiq al-Hariri wird, ebenso wie neun seiner Begleiter und zahlreiche Unbeteiligte, bei einem Attentat auf seinen Fahrzeugkonvoi durch eine Autobombe getötet. Schon kurz darauf verbreiten sich Gerüchte, dass Syrien den Anschlag beauftragt habe.
- Colombo/Sri Lanka: Nach sieben Wochen voller Unsicherheit ist das Drama um „Baby 81“ ausgestanden: Die Eltern des vier Monate alten Jungen Abilass Jeyarajah, der bei der Flutkatastrophe in Sri Lanka aus den Armen seiner Mutter gerissen worden war, sind ermittelt. Ein Richter gab am Montag das Ergebnis des DNA-Tests bekannt.
- Kolumbien, Venezuela: Überschwemmungen fordern mindestens 64 Menschenleben.
- Silver Spring/Vereinigte Staaten: Der Nationale Ozean- und Atmosphärenbehörde stuft das Erdbeben vom 26. Dezember 2004 vor Indonesien, das einen Tsunami auslöste, auf 9,3 Mw hinauf. Damit gilt es als das zweitstärkste Erdbeben seit Beginn der Erdbebenaufzeichnungen.[16]
- San Mateo/Vereinigte Staaten: Die Domain www.youtube.de für das geplante Internet-Videoportal YouTube wird registriert.[17]
- Teheran/Iran: Bei einem Feuer in einer Moschee der iranischen Hauptstadt kommen 59 Menschen ums Leben.

### Dienstag, 15. Februar 2005
- Redmond/Vereinigte Staaten: Microsoft kündigt einen neuen Internet Explorer 7 an. Dieser wird mehr Sicherheitsfunktionen enthalten und ist für Windows XP mit Service Pack 2 verfügbar. Der IE 7 wird im Sommer für die breite Öffentlichkeit als Testversion verfügbar sein.[18]
- South Carolina/Vereinigte Staaten: Der Christopher-Pittman-Fall geht zu Ende. Pittman, der als 12-Jähriger seine Großeltern tötete, wurde von den Geschworenen zu 30 Jahren Gefängnis verurteilt.

### Mittwoch, 16. Februar 2005
- Hamburg/Deutschland: Der ehemalige Bundeskanzler Helmut Schmidt (SPD) hat sich skeptisch über den bevorstehenden Besuch von US-Präsident George W. Bush in Deutschland geäußert und den USA vorgeworfen, die NATO zu missbrauchen. Die USA sei auf dem Wege, „das Bündnis zu einem Instrument ihrer Strategie im Mittleren Osten umzuformen – und darüber hinaus“, schreibt Schmidt in der jüngsten Ausgabe der „Zeit“. „Der Pakt hat keineswegs die Aufgabe, über seine geografisch definierten Grenzen hinaus Freiheit und Demokratie zu verbreiten; ebenso wenig verpflichtet er die vertragschließenden Staaten zur Mitwirkung“, heißt es in Schmidts Beitrag weiter. Der Besuch Bushs könne die Unklarheit über die Zukunft der NATO nicht beseitigen.
- Indonesien: Ein Erdbeben der Stärke 6.4 auf der Richterskala trifft die Küsten Indonesiens und den Philippinen.
- London/Vereinigtes Königreich: Der britische Premierminister Tony Blair hat Londons Bürgermeister Ken Livingstone am Mittwoch aufgefordert, sich für die beleidigenden Äußerungen gegenüber einem jüdischen Zeitungs-Journalisten zu entschuldigen. Livingstone hatte letzte Woche einem Reporter des Londoner „Evening Standard“ bei einer Pressekonferenz vorgehalten, er verhalte sich wie „ein KZ-Aufseher“.
- New York/Vereinigte Staaten: Die Saison der professionellen Eishockey-Liga National Hockey League wird wegen eines Arbeitskampfs abgesagt.[19][20]
- Washington, D.C./Vereinigte Staaten: Nordkorea verfügt nach Einschätzung des US-Geheimdienstes CIA über einsatzfähige Bio- und Chemiewaffen. „Wir glauben, dass Nordkorea aktive Programme für chemische und biologische Waffen betreibt, die einsatzbereit sind“, sagte CIA-Direktor Porter Goss am Mittwoch vor dem Geheimdienstausschuss des US-Senats. Im Übrigen könne die kommunistische Führung in Nordkorea jederzeit wieder Raketen testen – „einschließlich Raketen mit größerer Reichweite, die die Vereinigten Staaten erreichen könnten“. Nordkorea hatte sich im September 2002 gegenüber Japan dazu verpflichtet, seine Raketentests auszusetzen.
- Weltweit: Das Kyoto-Protokoll zum Klimaschutz tritt in den Unterzeichnerstaaten in Kraft.

### Donnerstag, 17. Februar 2005
- Bagdad/Irak: Die Wahlkommission gibt das endgültige Ergebnis der Parlamentswahlen im Irak am 30. Januar bekannt. Die 275 Sitze verteilen sich wie folgt: Vereinigte Irakische Allianz 140, Kurdische Allianz 75, Bündnis von Übergangsministerpräsident Iyad Allawi 40, Liste von Übergangspräsident Ghazi al-Yawar fünf, Turkmenische Front drei, National Independent Elites and Cadres Party (Liste von Anhängern des radikalen Schiiten-Predigers Muqtada as-Sadr) drei und die verbleibenden neun Sitze teilen sich kleinere Parteien, die nur je einen oder zwei Sitze erhalten.[21][22]
- Jerusalem/Israel: Der israelische Verteidigungsminister Schaul Mofaz weist die Streitkräfte an, keine Häuser von palästinensischen Selbstmordattentätern mehr zu zerstören. Mofas reagiert damit auf eine Empfehlung von Israels Generalstabschef Mosche Jaalon. Israel behält sich eine Rückkehr zur umstrittenen Vergeltungspraxis vor, wenn „sich die Umstände sehr stark ändern“.[23]
- Washington, D.C./Vereinigte Staaten: US-Präsident George W. Bush nominiert den bisherigen US-Botschafter in Bagdad, John Negroponte (65), als künftigen nationalen Geheimdienstdirektor der Vereinigten Staaten. In seinem neuen Amt wird Negroponte dafür zuständig sein, die Arbeit aller 15 verschiedenen US-Nachrichtendienste mit ihren insgesamt rund 100.000 militärischen und zivilen Beschäftigten zu koordinieren.[24][25]

### Freitag, 18. Februar 2005
- Bagdad/Irak: Etwa 30 Menschen werden bei einem Anschlag auf eine schiitische Moschee in Bagdad getötet.
- Berlin/Deutschland: Der Bundesrat nimmt Beratungen über die EU-Verfassung auf; ab kommenden Donnerstag beschäftigt sich auch das Bundestags-Plenum mit dem Text. Dabei soll unter anderem ein FDP-Antrag zur Änderung des Grundgesetzes beraten werden, mit dem die Liberalen eine Volksabstimmung zur EU-Verfassung in Deutschland erreichen wollen.
- Berlin/Deutschland: Im Zusammenhang mit den umstrittenen Visa-Vergaben an deutschen Botschaften ist es einem Zeitungsbericht der Berliner Zeitung zufolge innerhalb der Bundesregierung zu weiteren Nachlässigkeiten gekommen. Demnach ließ das Bundesinnenministerium bei der Vergabe so genannter Reiseschutzpässe seit April 2002 eine Firma gewähren, deren Inhaber das BKA schon sieben Monate zuvor der Organisierten Kriminalität zugeordnet hatte. Trotz BKA-Informationen habe sich das Innenministerium im Sommer 2002 für die Beibehaltung des für Missbrauch anfälligen Reiseschutz-Systems an deutschen Botschaften ausgesprochen. Unklar sei, ob die BKA-Meldungen auch das Auswärtige Amt erreichten.
- Brüssel/Belgien: Im Atomstreit mit dem Iran schließt US-Präsident George W. Bush einen Militärschlag nicht aus, bevorzugt aber eine diplomatische Lösung. „Ein Präsident sollte niemals nie sagen“, sagte George W. Bush in einem am Freitagabend ausgestrahlten Interview mit dem belgischen Fernsehen. „Aber eine Militäraktion … ist niemals die erste Wahl des Präsidenten.“ Das sei vielmehr die Diplomatie, „zumindest ist das meine erste Wahl“.
- London/Vereinigtes Königreich: Im Königreich wird die Fuchsjagd mit Jagdhunden verboten. Dagegen kommt es zu heftigen Demonstrationen.
- Wien/Österreich: Verteidigungsminister Günther Platter (ÖVP) weist im Rahmen der Reform des Bundesheers an, dass sich der Wehrdienst ab 2006 von derzeit acht auf sechs Monate verkürzt.[26]

### Samstag, 19. Februar 2005
- Bagdad, Baquba/Irak: Bei drei Anschlägen in den beiden Städten werden sieben Menschen getötet und mehr als 35 weitere verletzt.
- Beirut/Libanon: Eine UN-Expertenkommission wird in den Libanon entsandt, um dort die Umstände der Ermordung von Rafiq Hariri aufzuklären.
- Sulawesi/Indonesien: Im Südosten der Insel kommt es zu einem Erdbeben der Stärke 6,9 Mw.
- Odioma/Nigeria: Bei einem Überfall einer Joint Task Force auf das Dorf wurden achtzig Prozent des Dorfes zerstört, mindestens siebzehn Menschen getötet und zwei Frauen vergewaltigt.

### Sonntag, 20. Februar 2005

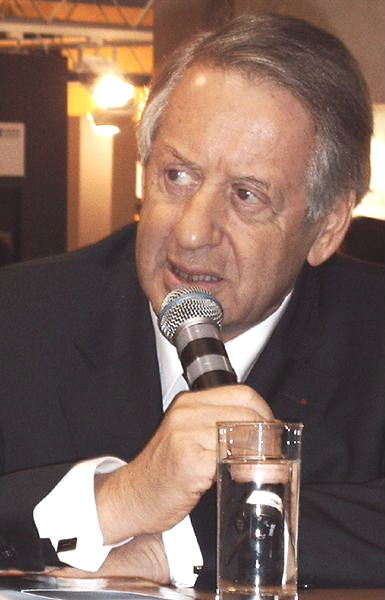
Paul Spiegel

- Berlin/Deutschland: Die Jury der 55. Internationalen Filmfestspiele Berlin zeichnet den Film U-Carmen von Regisseur Mark Dornford-May als besten Beitrag des Festivals mit dem Goldenen Bären aus.[27]
- Kiel/Deutschland: Bei der Wahl in Schleswig-Holstein wird die CDU erstmals seit 1983 stärkste politische Kraft. Für die konservative Partei mit Spitzenkandidat Peter Harry Carstensen entscheiden sich 40,2 % der Wähler, für die Regierungsparteien SPD sowie Grüne nur 38,7 % beziehungsweise 6,2 %.[28]
- Lissabon/Portugal: Bei den portugiesischen Parlamentswahlen kommen die Sozialisten auf 45,0 %, die Sozialdemokratische Partei fällt auf 28,8 %.
- Madrid/Spanien: Beim ersten Volksentscheid über die europäische Verfassung sind rund 35 Millionen Spanier aufgerufen, über das 300-seitige Vertragswerk abzustimmen.[29]
- New York/Vereinigte Staaten: UNHCR-Chef Ruud Lubbers reicht seinen Rücktritt ein, nachdem eine interne Untersuchung der Vereinten Nationen ihn der sexuellen Belästigung überführt.
- Tel Aviv/Israel: Das israelische Kabinett beschließt eine Erweiterung des Sperrzauns zum palästinensischen Westjordanland. Der Zaun soll in Zukunft offiziellen Angaben zufolge die beiden großen Siedlungsblöcke Gusch Ezion und Maale Adumim in der Nähe von Jerusalem mit einschließen. Dafür schneidet die Anlage mehrere Kilometer tief in das besetzte Westjordanland im Süden Jerusalems. Im Süden der palästinensischen Stadt Hebron soll er dagegen zu weiten Teilen der seit 1967 faktisch geltenden Grenze folgen. Palästinenser-Präsident Mahmud Abbas kritisierte den Plan im Magazin „Der Spiegel“ scharf. Israel müsse alle Siedlungen aufgeben und den Weiterbau der Sperranlagen stoppen, sagte er. „Mit welchem Recht baut Israel Siedlungen auf unserem Land?“
- Vatikanstadt: Ein Vergleich von Papst Johannes Paul II. zwischen Holocaust und Abtreibung sorgt für Aufregung. In seinem Buch schreibt das Oberhaupt der katholischen Kirche, ein rechtmäßig gewähltes Parlament habe die Wahl Adolf Hitlers in den 1930er Jahren ermöglicht und mit der Macht ausgestattet, die der Einrichtung von Konzentrationslagern und der so genannten Endlösung den Weg bereitet hätten. Heutzutage müssten die gesetzlichen Regelungen zur Abtreibung in Frage gestellt werden, fährt der Papst fort. „Parlamente, die solche Gesetze schaffen und verkünden, müssen sich darüber im Klaren sein, dass sie ihre Machtbefugnisse überschreiten und in einem offenen Konflikt mit dem Gesetz Gottes und dem Gesetz der Natur verharren.“ Die umstrittene Passage in dem neuen Papst-Buch „Erinnerung und Identität – Gespräche an der Schwelle zwischen den Jahrtausenden“ empört den Zentralrat der Juden in Deutschland. „Die Spitze der katholischen Kirche habe nicht begriffen oder wolle nicht begreifen, dass man den Holocaust nicht mit der Abtreibung vergleichen könne“, sagte der Zentralratspräsident, Paul Spiegel.

### Montag, 21. Februar 2005
- Berlin/Deutschland: Die rot-grüne Berliner Regierungskoalition hat sich einem Pressebericht zufolge auf eine Ausweitung des Straftatbestands der Volksverhetzung geeinigt. Künftig solle bestraft werden, wer unter der nationalsozialistischen Gewalt- und Willkürherrschaft begangene Menschenrechtsverletzungen billige oder verherrliche und dadurch die Menschenwürde der Opfer verletze, berichtete die „Berliner Zeitung“ (Dienstagausgabe) unter Berufung auf Koalitionskreise. Als Höchststrafe seien drei Jahre Haft vorgesehen.
- Heinsberg/Deutschland: Im Stadtgebiet wird der so genannte „Eschweiler Wolf“ erlegt. Das Tier stammte vermutlich aus Belgien.
- Madrid/Spanien: Die Wahlbeteiligung zur Wahl der neuen EU-Verfassung war mit 42 Prozent die niedrigste in Spanien seit der Wiederherstellung der Demokratie nach dem Tode Francos 1975. Das Ergebnis des Referendums ist nicht bindend, die endgültige Entscheidung liegt beim spanischen Parlament. Was passiert, wenn die Ratifizierung in einem der 25 EU-Staaten abgelehnt wird, ist nicht eindeutig geregelt.
- New York/Vereinigte Staaten: Der Generalsekretär der Vereinten Nationen Kofi Annan nimmt das Rücktrittsgesuch von UNHCR-Chef Ruud Lubbers an. Lubbers Verbleiben im Amt sei durch die Kontroverse um seine Person unmöglich gemacht.[30]
- Paris/Frankreich: Auf die Gedenkstätte des französischen NS-Deportationslagers Drancy ist ein Brandanschlag verübt worden. Wie die Staatsanwaltschaft der Pariser Vorstadt Bobigny am Montag mitteilte, warfen Unbekannte am Sonntagabend einen Brandsatz auf den Eisenbahn-Waggon, der in Drancy zur Erinnerung an die Verschleppung und Ermordung zehntausender Juden aus Frankreich steht. Das Feuer in dem zum Museum umgebauten Güterwagen konnte demnach rasch von der Feuerwehr gelöscht werden. Am Ort des Anschlages fand sich ein Schreiben mit einem umgekehrten Hakenkreuz und der Unterschrift „Bin Laden“. Der Staatsanwalt von Bobigny, François Molins, leitete Ermittlungen ein.

### Dienstag, 22. Februar 2005
- Hamburg/Deutschland: Vor dem Besuch von US-Präsident George W. Bush in Deutschland hat Bundeskanzler Gerhard Schröder (SPD) auf die gemeinsame Verantwortung von Europa und Amerika über den Kampf gegen den Terrorismus hinaus auch für das Weltklima hingewiesen. „Wir sind Alliierte und Partner im Kampf gegen den Terrorismus, gegen die Verbreitung von Massenvernichtungswaffen, gegen Armut und Epidemien wie Aids. Wir haben eine gemeinsame Verantwortung für die Bewahrung der Schöpfung und die Abwehr von Gefahren für das Weltklima“, schrieb Schröder in einem Gastbeitrag der Zeitung Bild.
- Sarand/Iran: In der Provinz Kerman im Südosten des Iran ereignet sich am Morgen ein schweres Erdbeben der Stärke 6,4 auf der Richterskala. Das Epizentrum liegt etwa 60 km nordwestlich der Provinzhauptstadt Kerman nahe der Kleinstadt Sarand, die weitgehend zerstört wird. Am ersten Tag werden mehr als 420 Tote geborgen, die geschätzte Zahl der Verletzten schwankt je nach Quelle zwischen 1.000 und 5.000. Es wird jedoch mit deutlich höheren Opferzahlen gerechnet.[31]

### Mittwoch, 23. Februar 2005
- Bratislava/Slowakei: Beginn eines mehrtägigen Gipfeltreffens zwischen dem Präsidenten der Vereinigten Staaten George W. Bush und dem Präsidenten Russlands Wladimir Putin.
- Brüssel/Belgien: Die Europäische Union hat der westafrikanischen Republik Togo Sanktionen angedroht. Sollte das Land keine Fortschritte bei der Wiederherstellung der verfassungsmäßigen Ordnung und beim demokratischen Prozess machen, behalte sich die EU „Maßnahmen“ zur Unterstützung der von der westafrikanischen Wirtschaftsgemeinschaft ECOWAS verhängten Sanktionen vor, hieß es in einer in Brüssel veröffentlichten Erklärung des Präsidenten des Rats der Europäischen Union.
- Jerusalem/Israel: Der Oberste Gerichtshof Israels hat den Bau eines Teilabschnitts der Sperranlage zum Westjordanland nahe der Stadt Ramallah vorläufig gestoppt. Damit sei der Eingabe von drei palästinensischen Einwohnern des Dorfes Kfar Saffa stattgegeben worden, über deren Grundstücke die Sperranlage verlaufen soll, berichtete das Militärradio Israels am Dienstagabend. Einzelheiten zu der Entscheidung wurden zunächst nicht genannt.
- München/Deutschland: Begleitet von weiterer Kritik ist das neue Buch von Papst Johannes Paul II. am Mittwoch in die Buchläden gekommen. Der Sprecher des Lesben- und Schwulenverbandes in Deutschland, Manfred Bruns, nannte es „bestürzend, mit welch aggressivem Hass sich der Papst gegen die Bürgerrechte von Lesben und Schwulen wendet.“ Es sei eine „unerträgliche Entgleisung“, dass der Papst die rechtliche Anerkennung von gleichgeschlechtlichen Paaren als neue Ideologie des Bösen denunziere und eine Linie zu den Verbrechen der Nationalsozialisten ziehe.
- Rom/Italien: Papst Johannes Paul II. ist erneut in ein Krankenhaus eingeliefert worden. Der 84-Jährige wurde wegen eines Grippe-Rückfalls wieder in die Gemelli-Klinik in Rom gebracht.
- Teheran/Iran: Iran ist nach den Worten seines Außenministers Kamal Charrazi „entschlossen“, die Uran-Anreicherung wieder aufzunehmen. „Die anderen können uns nicht daran hindern“, zitierte die amtliche Nachrichtenagentur „Irna“ den Minister. Die Europäer müssten „ernsthafte Maßnahmen“ treffen, um ihre Zusagen hinsichtlich Technologietransfer, Investitionen und Sicherheit des Irans zu erfüllen.

### Donnerstag, 24. Februar 2005
- Dschuba/Sudan: Bei der Explosion eines Munitionslagers in der Nähe von Dschuba im umkämpften Süden Sudans kommen über 18 Menschen ums Leben.
- Kirgisistan: In Kirgisistan kommt es vor den anstehenden Wahlen, von denen zahlreiche Oppositionspolitiker ausgeschlossen sind, zu Massendemonstrationen.
- Ottawa/Kanada: Der kanadische Ministerpräsident Paul Martin erklärt, Kanada werde sich nicht am US-amerikanischen National-Missile-Defense-Programm beteiligen. US-amerikanischen Raketen wird der Überflug über kanadisches Territorium verboten.

### Freitag, 25. Februar 2005
- Ituri/DR Kongo: Neun UN-Soldaten aus Bangladesch werden in einem Hinterhalt im kongolesischen Ituri-Distrikt getötet, mindestens 11 weitere verletzt.
- Tel Aviv/Israel: Bei einem Anschlag auf den Stage-Club in Tel Aviv sterben 4 Menschen, 50 werden verletzt. Israel macht Syrien für die Tat verantwortlich.

### Samstag, 26. Februar 2005
- Lomé/Togo: Staatspräsident Faure Gnassingbé kündigt nach Sanktionen der ECOWAS gegen sein Land an, dass er zurücktreten werde.
- Vatikanstadt: Zum ersten Mal in seinem Pontifikat kann Papst Johannes Paul II. wegen seiner Erkrankung das wöchentliche Angelus-Gebet nicht abhalten.

### Sonntag, 27. Februar 2005
- Aomori/Japan: In der Präfektur Aomori gelingt japanischen Bauarbeitern der Durchstich des mit 26,5 km derzeit längsten Landtunnels der Welt. Es handelt sich um einen Eisenbahntunnel für die Neubaustrecke Strecke Tokio-Aomori, die 2012 fertiggestellt werden soll. Bisheriger Rekordhalter war ein Tunnel in unmittelbarer Nachbarschaft mit 25,8 km.
- Bischkek/Kirgisistan: Bei der Parlamentswahl in Kirgisistan 2005 stellten sich über 400 Kandidaten per Direktwahl für das 75-köpfige Einkammerparlament auf.
- Los Angeles/Vereinigte Staaten: 77. Academy Awards[32]

### Montag, 28. Februar 2005
- Beirut/Libanon: Die pro-syrische libanesische Regierung tritt nach wochenlangen Demonstrationen der Opposition (trotz Versammlungsverbot) zurück. Der Anlass für die Demonstrationen war das Attentat auf den früheren Regierungsvorsitzenden Rafik Hariri.[33]
- Brüssel/Belgien: Der Präsident der Kommission der Europäischen Union (EU) José Manuel Barroso, weist die Bitte des EU-Parlaments um einen neuen Entwurf der EU-Richtlinie über die Patentierbarkeit von computerimplementierten Erfindungen zurück und bevorzugt die Verabschiedung des bestehenden Entwurfs für Softwarepatente, der in den nationalen Parlamenten Deutschlands, der Niederlande und Spaniens sowie in einigen Staaten der EU-Erweiterungsrunde von 2004 auf Widerstand stößt.[34]
- Cincinnati/Vereinigte Staaten: Der Warenhausbetreiber Federated Department Stores übernimmt bei einer Transaktion im Umfang von 11 Milliarden US-Dollar seinen Konkurrenten May Department Stores und wird zu einem der umsatzstärksten Einzelhandelsunternehmen in den Vereinigten Staaten neben Wal-Mart, Target und Home Depot.

## Weblinks

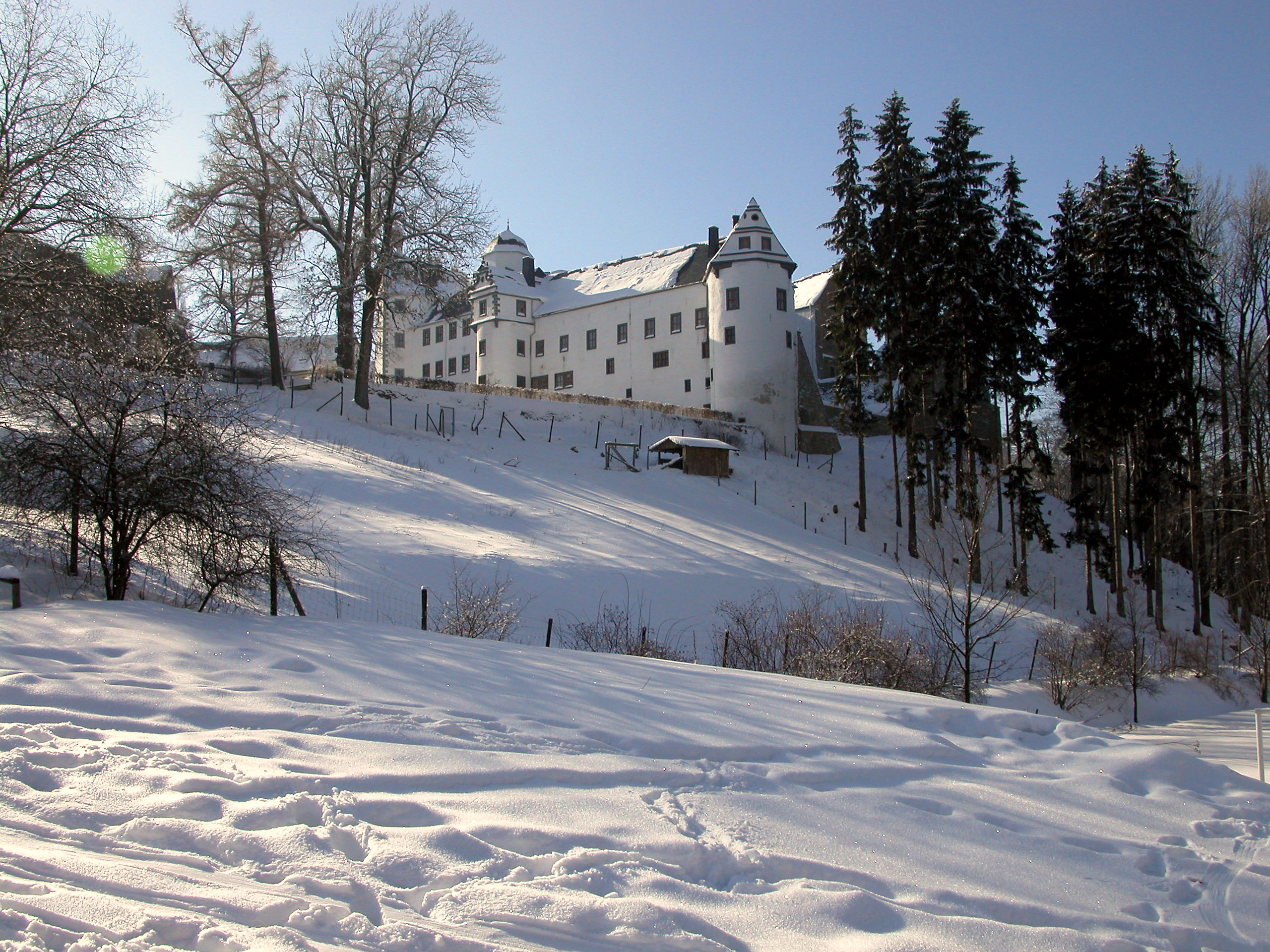
Sachsen im Februar 2005